# Associazione Calcio Padova 1946-1947
Questa pagina raccoglie i dati riguardanti l'Associazione Calcio Padova nelle competizioni ufficiali della stagione 1946-1947.

## Stagione
Il Padova si è classificato al secondo posto con 49 punti, dietro alla Lucchese che con 54 punti è promossa in Serie A.

## Rosa
| N. |                        | Ruolo | Calciatore            |
| -- | ---------------------- | ----- | --------------------- |
|    | Italia (bandiera)      | P     | Albano Luisetto       |
|    | Italia (bandiera)      | P     | Enzo Romano           |
|    | Italia (bandiera)      | D     | Silvio Arrighini      |
|    | Italia (bandiera)      | D     | Callisto Baccilieri   |
|    | Italia (bandiera)      | D     | Aldo Giuliani         |
|    | Italia (bandiera)      | D     | Ezio Meneghello       |
|    | Italia (bandiera)      | D     | Plinio Rolle          |
|    | Italia (bandiera)      | D     | Pietro Serantoni      |
|    | Italia (bandiera)      | D     | Pietro Sforzin        |
|    | Italia (bandiera)      | D     | Adone Stellin         |
|    | Italia (bandiera)      | D     | Gastone Zanon         |
|    | Inghilterra (bandiera) | A     | Charles Norman Adcock |

| N. |                   | Ruolo | Calciatore       |
| -- | ----------------- | ----- | ---------------- |
|    | Italia (bandiera) | A     | Silvio Briard    |
|    | Italia (bandiera) | A     | Celestino Celio  |
|    | Italia (bandiera) | A     | Gino Colaussi    |
|    | Italia (bandiera) | A     | Dino Coppola     |
|    | Italia (bandiera) | A     | Giacomo Conti    |
|    | Italia (bandiera) | A     | Pietro Fiore     |
|    | Italia (bandiera) | A     | Diego Florettini |
|    | Italia (bandiera) | A     | Silvio Formentin |
|    | Italia (bandiera) | A     | Dino Pavanello   |
|    | Italia (bandiera) | A     | Giuseppe Polo    |
|    | Italia (bandiera) | A     | Bruno Ragazzo    |

## Risultati

### Campionato

#### Girone di andata
| 1ª giornata | Padova | 3 – 1 | Forlì |  |

| 2ª giornata |  | – Turno di riposo |  |  |

| 3ª giornata | Verona | 2 – 0 | Padova |  |

| 4ª giornata | Padova | 1 – 0 | SPAL |  |

| 5ª giornata | Padova | 1 – 2 | Mestrina |  |

| 6ª giornata | Pro Gorizia | 2 – 3 | Padova |  |

| 7ª giornata | Padova | 1 – 1 | Lucchese |  |

| 8ª giornata | Empoli | 0 – 1 | Padova |  |

| 9ª giornata | Padova | 1 – 0 | Cremonese |  |

| 10ª giornata | Suzzara | 2 – 1 | Padova |  |

| 11ª giornata | Padova | 1 – 1 | Udinese |  |

| 12ª giornata | Cesena | 1 – 0 | Padova |  |

| 13ª giornata | Padova | 2 – 0 | Pisa |  |

| 14ª giornata | Piacenza | 1 – 0 | Padova |  |

| 15ª giornata | Padova | 2 – 1 | Anconitana |  |

| 16ª giornata | Prato | 0 – 1 | Padova |  |

| 17ª giornata | Padova | 1 – 0 | Treviso |  |

| 18ª giornata | Reggiana | 0 – 0 | Padova |  |

| 19ª giornata | Padova | 3 – 1 | Mantova |  |

| 20ª giornata | Parma | 1 – 1 | Padova |  |

| 21ª giornata | Padova | 3 – 0 | Siena |  |

#### Girone di ritorno
| 22ª giornata | Forlì | 1 – 1 | Padova |  |

| 23ª giornata |  | – Turno di riposo |  |  |

| 24ª giornata | Padova | 3 – 2 | Verona |  |

| 25ª giornata | SPAL | 1 – 1 | Padova |  |

| 26ª giornata | Mestrina | 0 – 0 | Padova |  |

| 27ª giornata | Padova | 1 – 0 | Pro Gorizia |  |

| 28ª giornata | Lucchese | 2 – 1 | Padova |  |

| 29ª giornata | Padova | 2 – 0 | Empoli |  |

| 30ª giornata | Cremonese | 2 – 0 | Padova |  |

| 31ª giornata | Padova | 0 – 0 | Suzzara |  |

| 32ª giornata | Udinese | 1 – 0 | Padova |  |

| 33ª giornata | Padova | 2 – 0 | Cesena |  |

| 34ª giornata | Pisa | 2 – 0 A tav. | Padova |  |

| 35ª giornata | Padova | 2 – 0 | Piacenza |  |

| 36ª giornata | Anconitana | 1 – 0 | Padova |  |

| 37ª giornata | Padova | 4 – 1 | Prato |  |

| 38ª giornata | Treviso | 1 – 0 | Padova |  |

| 39ª giornata | Padova | 4 – 2 | Reggiana |  |

| 40ª giornata | Mantova | 1 – 2 | Padova |  |

| 41ª giornata | Padova | 1 – 0 | Parma |  |

| 42ª giornata | Siena | 3 – 3 | Padova |  |

## Statistiche

### Statistiche di squadra
| Competizione       | Punti | In casa | In casa | In casa | In casa | In casa | In casa | In trasferta | In trasferta | In trasferta | In trasferta | In trasferta | In trasferta | Totale | Totale | Totale | Totale | Totale | Totale | DR  |
| Competizione       | Punti | G       | V       | N       | P       | Gf      | Gs      | G            | V            | N            | P            | Gf           | Gs           | G      | V      | N      | P      | Gf     | Gs     | DR  |
| ------------------ | ----- | ------- | ------- | ------- | ------- | ------- | ------- | ------------ | ------------ | ------------ | ------------ | ------------ | ------------ | ------ | ------ | ------ | ------ | ------ | ------ | --- |
| Serie B - girone B | 49    | 20      | 16      | 3       | 1       | 38      | 12      | 20           | 4            | 6            | 10           | 15           | 24           | 40     | 20     | 9      | 11     | 53     | 36     | +17 |

### Statistiche dei giocatori
| Giocatore     | Serie B  | Serie B |
| Giocatore     | Presenze | Reti    |
| ------------- | -------- | ------- |
| C.N. Adcock   | 28       | 9       |
| S. Arrighini  | 18       | 1       |
| C. Baccilieri | 9        | 0       |
| S. Briard     | 2        | 1       |
| C. Celio      | 31       | 4       |
| G. Colaussi   | 29       | 6       |
| G. Conti      | 21       | 10      |
| D. Coppola    | 2        | 0       |
| P. Fiore      | 28       | 9       |
| S. Formentin  | 33       | 5       |
| A. Giuliani   | 34       | 3       |
| A. Luisetto   | 24       | ?       |
| E. Meneghello | 39       | 1       |
| D. Pavanello  | 0        | 0       |
| G. Polo       | 23       | 0       |
| P. Rolle      | 1        | 0       |
| E. Romano     | 16       | ?       |
| P. Serantoni  | 1        | 0       |
| P. Sforzin    | 40       | 0       |
| A. Stellin    | 28       | 0       |
| G. Zanon      | 25       | 0       |